# Euphémie de Suède
Euphémie (Eufemia Eriksdotter) est une princesse suédoise née en 1317 et morte entre 1363 et 1370. Sœur du roi Magnus Eriksson, elle devient par son mariage princesse consort de Mecklembourg.

## Biographie
Euphémie est la fille du prince suédois Erik Magnusson, duc de Södermanland, et de la princesse norvégienne Ingeborg Hakonsdatter. Elle est ainsi la petite-fille de deux rois scandinaves : Magnus Ladulås du côté de son père et Håkon Halleg du côté de sa mère. Son frère Magnus est élu roi de Norvège et de Suède en 1319. En raison de son jeune âge, un conseil de régence est mis en place, au sein duquel sa mère Ingeborg joue un rôle important.
Le 24 juillet 1321, un contrat de mariage est conclu entre Euphémie et le futur prince Albert II de Mecklembourg. Ingeborg espère obtenir son appui dans la conquête de la Scanie danoise, mais lorsque la campagne militaire est lancée, en 1322, le Mecklembourg se dédit de ses engagements. La débâcle qui s'ensuit coûte à la reine-mère sa place au conseil de régence, qui n'avait pas approuvé le mariage projeté par Ingeborg.
Le mariage d'Euphémie est célébré en 1336. Bien qu'elle parte vivre de l'autre côté de la mer Baltique, elle conserve une certaine influence politique dans les royaumes de son frère. En 1340-1341, elle obtient de sa part le renouvellement des privilèges des cités hanséatiques de Mecklembourg, Rostock et Wismar en Norvège. Elle est mentionnée pour la dernière fois dans les sources le 27 octobre 1363. Le 16 juin 1370, son mari fonde un vicariat en sa mémoire, ce qui implique qu'elle est morte entre ces deux dates. On ignore donc si elle a joué un rôle dans l'avènement de son fils Albert au trône de Suède, en 1364.

## Mariage et descendance
Euphémie épouse le prince Albert II de Mecklembourg le 10 avril 1336 à Rostock. Ils ont cinq enfants :
- Henri (1337/1338-1383), duc de Mecklembourg-Schwerin ;
- Albert (1338/1340-1412), roi de Suède ;
- Ingeburge (fl. 1340-1395), épouse le duc Louis VI de Bavière, puis le comte Henri II de Holstein ;
- Magnus (fl. 1345-1385), duc de Mecklmebourg-Schwerin ;
- Anne (morte en 1415), épouse le comte Adolphe IX de Holstein-Plön.